# سامسارا (بودیسم)
سامسارا (انگلیسی: Saṃsāra) در آیین بودایی و هندوئیسم چرخه بی‌آغاز تولد مکرر و مردن دوباره و وجود دنیوی در جهانی است که در آن زندگی می‌کنیم. چیزی که تا آنجا که ممکن است باید از آن گریخت. که شخص بودا با آن مخالف بود ولی بعدها در شاخه ای از این آئین که از هندوئیسم تاثیر پذیرفته بود و عملکرد آنرا تحت عنوان کارما و چرخه زندگی را با نام تناسخ پذیرفتند.

نقطهٔ مقابل سامسارا یا دنیایی که ما اکنون در آن زندگی می‌کنیم، نیروانا است که هدف کردار بودایی رسیدن به نیرواناست.